# Presidenti della Campania

Bandiera della Campania.

I presidenti della giunta regionale, dal 1970 al 1999, erano eletti dal consiglio regionale, a sua volta eletto dai cittadini. In seguito alla riforma del 1999, l'elezione del presidente della Regione avviene per suffragio universale e diretto.

## Elenco
Dall'istituzione della regione Campania nel 1970, in cinquant'anni alla presidenza della Giunta regionale si sono succeduti quindici presidenti. I presidenti della Campania susseguitisi dal 1970 sono i seguenti:
| Nº                             | Presidente (Nascita-Morte) | Presidente (Nascita-Morte) | Presidente (Nascita-Morte)                       | Partito                     | Giunta                                      | Composizione                                                  | Composizione                                                       | Mandato           | Mandato                  | Legislatura |
| Nº                             | Presidente (Nascita-Morte) | Presidente (Nascita-Morte) | Presidente (Nascita-Morte)                       | Partito                     | Giunta                                      | Composizione                                                  | Composizione                                                       | Inizio            | Fine                     | Legislatura |
| ------------------------------ | -------------------------- | -------------------------- | ------------------------------------------------ | --------------------------- | ------------------------------------------- | ------------------------------------------------------------- | ------------------------------------------------------------------ | ----------------- | ------------------------ | ----------- |
| 1                              |                            |                            | Carlo Leone (1910-dopo il 1987)                  | Democrazia Cristiana        | Leone                                       |                                                               | Centro-sinistra "organico" (DC • PSI • PSDI • PRI)                 | 26 novembre 1970  | 21 aprile 1971           | I (1970)    |
| 2                              |                            |                            | Nicola Mancino (1931)                            | Democrazia Cristiana        | Mancino I                                   | 21 aprile 1971                                                | Centro-sinistra "organico" (DC • PSI • PSDI • PRI)                 | 12 maggio 1972    |                          | I (1970)    |
| 3                              |                            |                            | Alberto Servidio (1930-2017)                     | Democrazia Cristiana        | Servidio                                    | 12 maggio 1972                                                | Centro-sinistra "organico" (DC • PSI • PSDI • PRI)                 | 20 luglio 1973    |                          | I (1970)    |
| 4                              |                            |                            | Vittorio Cascetta (1928-1989)                    | Democrazia Cristiana        | Cascetta                                    | 20 luglio 1973                                                | Centro-sinistra "organico" (DC • PSI • PSDI • PRI)                 | 11 agosto 1975    |                          | I (1970)    |
| –                              |                            |                            | Nicola Mancino (1931)                            | Democrazia Cristiana        | Mancino II                                  | 11 agosto 1975                                                | Centro-sinistra "organico" (DC • PSI • PSDI • PRI)                 | 8 maggio 1976     | II (1975)                |             |
| –                              |                            |                            | Giovanni Acocella (ad interim) (1932-2017)       | Partito Socialista Italiano | –                                           | 8 maggio 1976                                                 | Centro-sinistra "organico" (DC • PSI • PSDI • PRI)                 | 12 agosto 1976    | II (1975)                |             |
| 5                              |                            |                            | Gaspare Russo (1927)                             | Democrazia Cristiana        | Russo I                                     | 12 agosto 1976                                                | Centro-sinistra "organico" (DC • PSI • PSDI • PRI)                 | 12 settembre 1979 | II (1975)                |             |
| 5                              | Russo II                   |                            | Gaspare Russo (1927)                             | Democrazia Cristiana        |                                             | 12 agosto 1976                                                | Centro-sinistra "organico" (DC • PSI • PSDI • PRI)                 | 12 settembre 1979 | II (1975)                |             |
| 5                              | Russo III                  |                            | Gaspare Russo (1927)                             | Democrazia Cristiana        |                                             | 12 agosto 1976                                                | Centro-sinistra "organico" (DC • PSI • PSDI • PRI)                 | 12 settembre 1979 | II (1975)                |             |
| 6                              |                            |                            | Ciro Cirillo (1921-2017)                         | Democrazia Cristiana        | Cirillo                                     | 12 settembre 1979                                             | Centro-sinistra "organico" (DC • PSI • PSDI • PRI)                 | 13 agosto 1980    | II (1975)                |             |
| 7                              |                            |                            | Emilio De Feo (1920-1987)                        | Democrazia Cristiana        | De Feo I                                    |                                                               | Pentapartito (DC • PSI • PSDI • PRI • PLI)                         | 13 agosto 1980    | 23 marzo 1983            | III (1980)  |
| 7                              | De Feo II                  |                            | Emilio De Feo (1920-1987)                        | Democrazia Cristiana        |                                             |                                                               | Pentapartito (DC • PSI • PSDI • PRI • PLI)                         | 13 agosto 1980    | 23 marzo 1983            | III (1980)  |
| 8                              |                            |                            | Antonio Fantini (1936-2013)                      | Democrazia Cristiana        | Fantini I                                   | 23 marzo 1983                                                 | Pentapartito (DC • PSI • PSDI • PRI • PLI)                         | 2 agosto 1985     |                          | III (1980)  |
| 8                              | Fantini II                 | 2 agosto 1985              | Antonio Fantini (1936-2013)                      | Democrazia Cristiana        | 31 maggio 1989                              | IV (1985)                                                     | Pentapartito (DC • PSI • PSDI • PRI • PLI)                         |                   |                          |             |
| 8                              | Fantini III                | 2 agosto 1985              | Antonio Fantini (1936-2013)                      | Democrazia Cristiana        | 31 maggio 1989                              | IV (1985)                                                     | Pentapartito (DC • PSI • PSDI • PRI • PLI)                         |                   |                          |             |
| 9                              |                            |                            | Ferdinando Clemente (1925-2004)                  | Democrazia Cristiana        | Clemente I                                  | IV (1985)                                                     | Pentapartito (DC • PSI • PSDI • PRI • PLI)                         | 31 maggio 1989    | 9 luglio 1990            |             |
| 9                              | Clemente II                |                            | Ferdinando Clemente (1925-2004)                  | Democrazia Cristiana        |                                             | IV (1985)                                                     | Pentapartito (DC • PSI • PSDI • PRI • PLI)                         | 31 maggio 1989    | 9 luglio 1990            |             |
| 9                              | Clemente III               | 9 luglio 1990              | Ferdinando Clemente (1925-2004)                  | Democrazia Cristiana        | 7 aprile 1993                               | V (1990)                                                      | Pentapartito (DC • PSI • PSDI • PRI • PLI)                         |                   |                          |             |
| 9                              | Clemente IV                | 9 luglio 1990              | Ferdinando Clemente (1925-2004)                  | Democrazia Cristiana        | 7 aprile 1993                               | V (1990)                                                      | Pentapartito (DC • PSI • PSDI • PRI • PLI)                         |                   |                          |             |
| 10                             |                            |                            | Giovanni Grasso (1940-1999)                      | Democrazia Cristiana        | Grasso I                                    | V (1990)                                                      | Pentapartito (DC • PSI • PSDI • PRI • PLI)                         | 7 aprile 1993     | 8 giugno 1995            |             |
| 10                             | Partito Popolare Italiano  | Grasso II                  | Giovanni Grasso (1940-1999)                      |                             |                                             | V (1990)                                                      | Pentapartito (DC • PSI • PSDI • PRI • PLI)                         | 7 aprile 1993     | 8 giugno 1995            |             |
| 11                             |                            |                            | Antonio Rastrelli (1927-2019)                    | Alleanza Nazionale          | Rastrelli                                   |                                                               | Polo per le Libertà (FI • AN • CCD • CDU)                          | 9 giugno 1995     | 17 gennaio 1999          | VI (1995)   |
| 12                             |                            |                            | Andrea Losco (1951)                              | Partito Popolare Italiano   | Losco                                       |                                                               | L'Ulivo (DS • PPI • PdCI • FdV • SDI • UDR)                        | 17 gennaio 1999   | 18 maggio 2000           | VI (1995)   |
| Presidenti eletti direttamente |                            |                            |                                                  |                             |                                             |                                                               |                                                                    |                   |                          |             |
| 13                             |                            |                            | Antonio Bassolino (1947)                         | Democratici di Sinistra     | Bassolino I                                 |                                                               | L'Ulivo (DS • PPI • Dem • PdCI • FdV SDI • PRI • UDEUR • RI • PRC) | 18 maggio 2000    | 4 maggio 2005            | VII (2000)  |
| 13                             |                            | Partito Democratico        | Antonio Bassolino (1947)                         | Bassolino II                |                                             | L'Unione (DS • DL • UDEUR • PdCI PRC • SDI • FdV • IdV • MRE) | 4 maggio 2005                                                      | 17 aprile 2010    | VIII (2005)              |             |
| 14                             |                            |                            | Stefano Caldoro (1960)                           | Il Popolo della Libertà     | Caldoro                                     |                                                               | PdL • UdC • UDEUR • NPSI PRI • MpA • AdC • LD                      | 17 aprile 2010    | 18 giugno 2015           | IX (2010)   |
| 14                             | Forza Italia               |                            | Stefano Caldoro (1960)                           |                             | Caldoro                                     |                                                               | PdL • UdC • UDEUR • NPSI PRI • MpA • AdC • LD                      | 17 aprile 2010    | 18 giugno 2015           | IX (2010)   |
| 15                             |                            |                            | Vincenzo De Luca (1949)                          | Partito Democratico         | De Luca I                                   |                                                               | PD • IdV • PSI • SC CD • UdC • FdV                                 | 18 giugno 2015    | 26 giugno 2015 (sospeso) | X (2015)    |
| —                              |                            |                            | Fulvio Bonavitacola (Vicepresidente f.f.) (1957) | Partito Democratico         | De Luca I                                   | 26 giugno 2015                                                | PD • IdV • PSI • SC CD • UdC • FdV                                 | 2 luglio 2015     |                          | X (2015)    |
| (15)                           |                            |                            | Vincenzo De Luca (1949)                          | Partito Democratico         | De Luca I                                   | 2 luglio 2015 (reintegrato)                                   | PD • IdV • PSI • SC CD • UdC • FdV                                 | 26 ottobre 2020   |                          | X (2015)    |
| (15)                           | De Luca II                 |                            | Vincenzo De Luca (1949)                          | Partito Democratico         | PD • P • IV • NC • CD PSI • +E • EV • DemoS | 26 ottobre 2020                                               | in carica                                                          | XI (2020)         |                          |             |

## Presidenti per durata complessiva
| N. | Presidente                 | Giorni in carica |
| -- | -------------------------- | ---------------- |
| 1  | Vincenzo De Luca           | 3712             |
| 2  | Antonio Bassolino          | 3619             |
| 3  | Antonio Fantini            | 2259             |
| 4  | Stefano Caldoro            | 1887             |
| 5  | Antonio Rastrelli          | 1682             |
| 6  | Ferdinando Clemente        | 1406             |
| 7  | Emilio De Feo              | 1317             |
| 8  | Gaspare Russo              | 1126             |
| 9  | Giovanni Grasso            | 792              |
| 10 | Vittorio Cascetta          | 752              |
| 11 | Nicola Mancino             | 657              |
| 12 | Andrea Losco               | 487              |
| 13 | Alberto Servidio           | 434              |
| 14 | Ciro Cirillo               | 335              |
| 15 | Carlo Leone                | 146              |
| -  | Giovanni Acocella (f.f.)   | 96               |
| -  | Fulvio Bonavitacola (f.f.) | 6                |